# Jenze Jan Talsma
Jenze Jan Talsma (Hallum, 24 juli 1884 - Oosterbeek, 24 oktober 1961) was een Nederlands politicus. Hij was burgemeester van Kamerik en burgemeester van Renkum.

## Levensloop
Talsma had al op jonge leeftijd interesse in de politiek. In 1903 stond Talsma namens de Vrijzinnige Kiesvereniging kandidaat voor de gemeenteraad van Ferwerderadeel. Talsma werkte van 1910 tot 1916 als gemeentesecretaris in Dongeradeel. Daarvoor werkte hij op de gemeentesecretarie van De Bilt en Nijkerk. In 1916 werd Talsma benoemd tot burgemeester van de gemeenten Kamerik en Zegveld. Achttien jaar later maakte hij de overstap naar Renkum.
Als burgemeester van Renkum zette Talsma in op natuurbescherming en behoud van het landschap om ideële en toeristische redenen. In september 1944 werden grote delen van de gemeente Renkum, waaronder Talsma's woonplaats Oosterbeek, verwoest tijdens de gevechten bij de Slag om Arnhem. Direct daarop werd de bevolking gedwongen geëvacueerd omdat Renkum frontgebied was geworden.
Na de Tweede Wereldoorlog was er kritiek op de rol die Talsma volgens sommigen had gespeeld onder het Duitse bewind. Zo schreef de Renkumse verzetsleider Johan Snoek: "Terwijl hij het juist was die, als er in ons dorp op last van de Duitsers Joden moesten worden opgehaald, een paar dagen met vakantie ging en intussen zijn politieagenten het vuile werk liet opknappen. We sidderden van afgrijzen". Het Militair Gezag wilde aanvankelijk dat Talsma niet terugkeerde als burgemeester, met als officiële reden dat hij te oud was. Leden van het voormalige verzet bedachten een plan om Talsma te ontvoeren toen hij na negen maanden toch mocht terugkeren, maar zagen daar op advies van Frits Slomp van af. Talsma was vervolgens nog drie jaar burgemeester van Renkum, voordat hij met pensioen ging.
Talsma was Ridder in de Orde van Oranje-Nassau en had zitting in het bestuur van het Gelders Landschap en Natuurmonumenten.

## Persoonlijk
Talsma was getrouwd met Hiltje Pel (1890-1953). Samen hadden zij een pleegdochter. In Oosterbeek werd de Burgemeester Talsmalaan naar hem vernoemd, in Kamerik de Burgemeester Talsmaweg.